# 銚子の滝 (藤里町)
銚子の滝（ちょうしのたき）は秋田県山本郡藤里町 にある滝。滝つぼの形が徳利に似ていて、滝の水が注がれているように見える滝である。

## 地誌
銚子の滝は、滝壺の周囲全体に丸みがあり、昔の徳利に似ていてその徳利に上から酒（滝の水）がそそがれているように見えることから「銚子の滝」と呼ばれるようになったと言われる。
また、先人たちは滝口が突き出ていたことから「堤子の滝（ひさげのたき）」とも呼んでいた。
滝の上流にはマンガンの鉱山や、付近には化石入玉髄瑞鳥石が産出され地質の構成では貴重な地である。
滝と深くかかわりのある湯の沢神社の祭神は不動明王で、開基は不明だが六郡郡邑記（1730年）によると「湯野沢村貞享年代（1680年頃）開発14軒」と記されており、温泉の発見と併せその頃と思われる。
明治初期、秋田藩士石井忠行の『伊豆園茶話』の一節に、湯の沢の滝は藤琴にあり「裏見の飛泉（ひせん）なり」と記述され、滝の下に入ると岩に囲まれた滝の裏を覗くことができるとしている。これは寛政元年（1789年）の井口経包の『御界巡回日記』では「湯の沢の滝（美琴）は美人の恨み粧ひならん」とされ「泪にぬれし妹が黛（まゆずみ）　仇に過ぎゆく心ならめや　思ひにたへぬ水のみなもと　人をうらみの滝と云らん」と歌われている。石井忠行はこれを引用してさらに地名を修正して歌を解説する形で抜粋している。
昭和11年の『観光の栞』では「滝壺の近くに洞窟があるので、そこに入ってみると裏見の瀧である。岩窟は3-40人をいれるに足り、水しぶきにぬれる憂いがない。夏知らずの仙境である。土用の日には近在から湯治客が入り込んであたかも芋を洗うような光景を呈するが、この岩窟のなかで酒を汲みながら裏見の瀧としゃれるものも少なくない。瀧を取り巻く岸壁には樹木が生い茂り、洞窟にはアマツバメの巣がある」と書かれている。
銚子の滝にも、江戸時代の旅行家、菅江真澄が訪れている。その時に詠んだ和歌『藤かつら くりかえし見る いわがねに かかるも高き 滝のしらいと』の歌碑が設置されている。

## 施設
- 白神山地世界遺産センター（藤里館）
- 藤里町歴史民俗資料館
- 白神山地　森のえき